# Artykuł sponsorowany
Artykuł sponsorowany – forma reklamy w prasie lub internecie. Artykuł sponsorowany jest zlecany przez agencję reklamową lub bezpośrednio przez reklamowaną firmę (jednak może być pisany przez copywritera lub osobę z redakcji danego pisma). Wygląda jak normalny tekst redakcyjny, ale promuje w określony, mniej lub bardziej subtelny sposób, dany produkt lub biznes. Opłaty za artykuły sponsorowane często są bardzo podobne do cen tradycyjnych reklam. Zdarza się również, że zysk za napisanie artykułu sponsorowanego (w postaci pieniężnej lub innej) trafia wprost do autora/autorki tego typu artykułu.